# 磐梯熱海アイスアリーナ
磐梯熱海アイスアリーナ（ばんだいあたみアイスアリーナ）は福島県郡山市熱海町玉川にある屋内スケート場である。

## 概要
1994年11月にオープン。磐梯熱海アイスアリーナは、冬期間のスポーツ振興を目的に建設された屋内スケート場で、競技会開催はもちろん、一般のレジャー施設としても利用可能。
郡山市観光交流振興公社が管理運営していたが、2014年4月よりゼビオコーポレート株式会社が指定管理運営することとなった。

## 施設
- リンク（30m×60m 面積：約1,800m2 アイスホッケー、フィギュアスケート、ショートトラック、カーリング等に対応）[1]
- スケート貸靴、貸ヘルメット
- 採暖室
- レフェリー室、選手控室
- 会議室、応接室
- 電光掲示板
- 放送用設備
- 観客席（216名収容・フリーブレイズホームゲーム開催時は本部席側にも仮設スタンドを作り約500人ほど収容可能）

## 開館日時

### 開館時間
- 午前9時～午後9時
- 冬期営業（アイススケート）は9月から翌5月まで（平成28年度は9月1日から翌5月31日まで）
- オフシーズン（屋内運動場・展示場）としては6月中旬から7月まで（テニス3面、バドミントン6面、ゲートボール2面、その他展示会等のイベントに利用可能

### 休館日
- 5月・8月・1月以外の第1火曜日

## 主に使用される行事
- アジアリーグアイスホッケー 東北フリーブレイズ ホームゲーム（2016-2017シーズンは3試合）[2]
- 磐梯熱海温泉つるりんこ祭

## 交通アクセス
- 電車
磐越西線で磐梯熱海駅下車、徒歩約10分
- 自動車
磐越自動車道磐梯熱海インターチェンジより約5分、郡山駅より国道49号で約40分（無料駐車場：68台）